# تپه گورینگان ۲
تپه گورینگان ۲ مربوط به عصر برنز -هزاره اول قم قرون۸–۶ ه‍.ق است و در شهرستان پیرانشهر، بخش لاجان، دهستان لاهیجان غربی، روستان توان واقع شده و این اثر در تاریخ ۲۵ آبان ۱۳۸۷ با شمارهٔ ثبت ۲۳۴۸۸ به‌عنوان یکی از آثار ملی ایران به ثبت رسیده است.